# Núria Llimona i Raymat

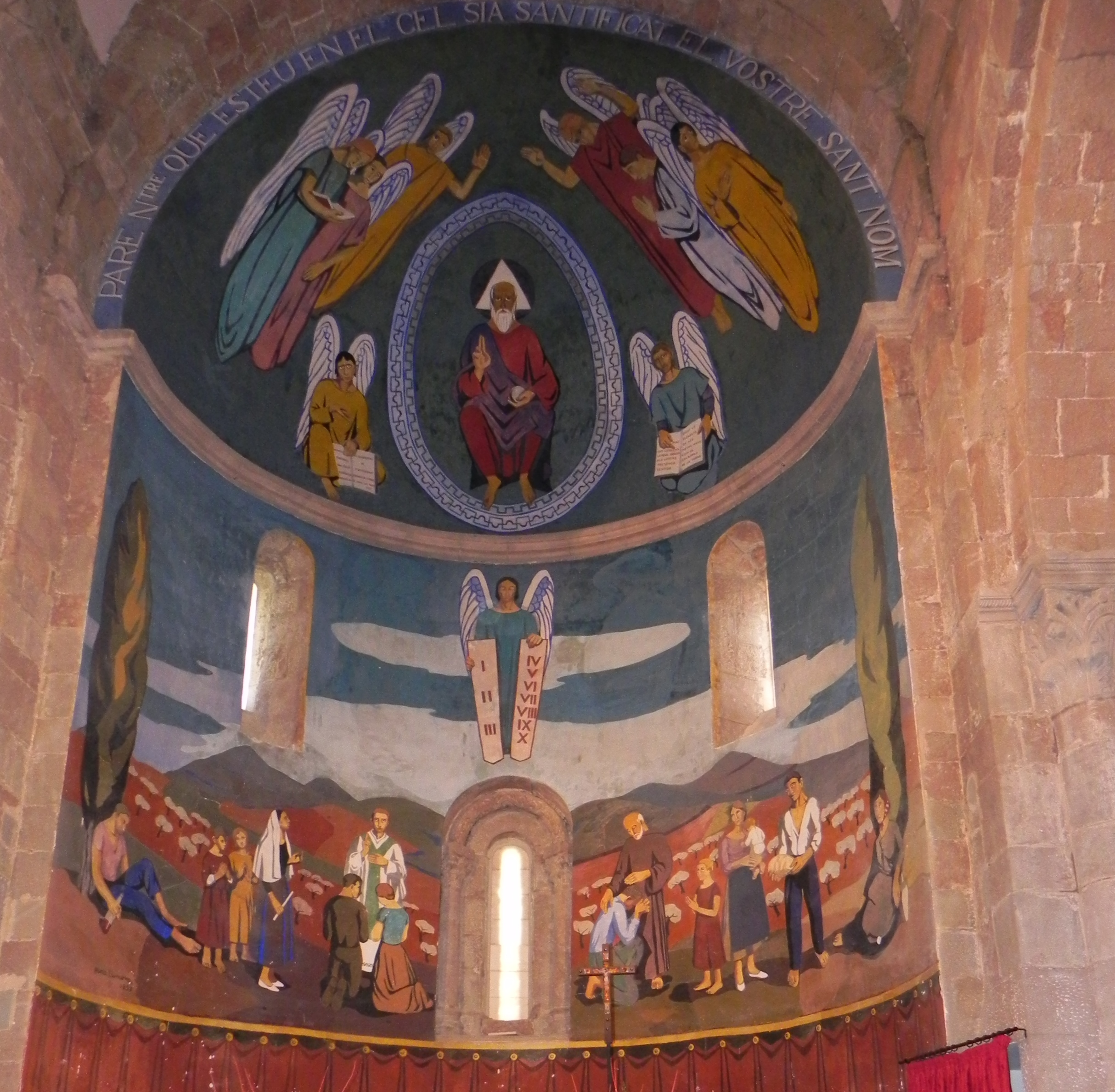
Wandmalerei von Nuria Llimona i Raymat in der Apsis der romanischen Klosterkirche Monestir de Sant Joan les Fonts (Sant Joan les Fonts, Nord-Ost-Katalonien)

Núria Llimona i Raymat (* 17. März 1917 in Barcelona; † 12. Januar 2011 ebenda) war eine katalanische Malerin aus der Barcoloneser Künstlerdynastie Llimona. Ihr Stil wird als postimpressionistisch, naiv-konstruktiv beschrieben. Nuria Llimona war das vorletzte von insgesamt zehn Kindern von Joan Llimona i Bruguera aus seiner zweiten Ehe mit Maria Raymat und eine Nichte von Josep Llimona i Bruguera. Zusammen mit ihrer älteren Schwester Mercè Llimona i Raymat trat sie in die künstlerischen Fußstapfen von Vater und Onkel. Sie war künstlerischer Lehrerin ihres Neffen, des Zeichners Joan Granados i Llimona schon in dessen Kinderjahren.

## Leben und Werk
Núria Llimona absolvierte ihre künstlerische Ausbildung an der Llotja in Barcelona. Primär war sie Landschaftsmalerin. Sie malte aber auch Interieurs und urbane Motive. Die in diesen Werken abgebildeten Menschen sind meistens in einer Freizeitsituation wie Spazierengehen oder Kaffeetrinken dargestellt. Diese Thematik stammt aus der impressionistischen Tradition. In ihren Werken werden kleine, einfache Details der ruhigen Lebensmomente in einer einfachen, naiv-konstruktivistischen, postimpressionistischen Art dargestellt. Berühmt sind ihre Stadtlandschaften von Barcelona. 
Darüber hinaus schuf Núria Llimona in drei Kirchen religiöse Wandmalereien: In der Apsis der romanischen Klosterkirche von Sant Joan les Fonts, in Les Escaldes in Andorra und in der Kirche der Siedlung Masies Catalanes in Tarragona. In diesen Werken zeigt sich die Beeinflussung ihres naiv-konstruktivistischen Stiles durch Kunstelemente der Katalanischen Romanik.
Daneben hat Núria Llimona Bücher illustriert. Sie veröffentlichte 1995 das Buch Las brujas (Die Hexen) und 1996 El crit del silenci (Der Schrei der Stille). In beiden Werken veröffentlichte sie ab 1974 entstandene, eigene, sozialkritische Schwarz-Weiß-Zeichnungen, zu denen Texte katalanischer und spanischer Schriftsteller (Josep Maria Ainaud de Lasarte, Carme Alcalde, Federico García Lorca) und des Politikers Manuel Azaña beigegeben wurden. Núria Llimona war Präsidentin des 9. und 10. Frauensalons der aktuellen Kunst in Barcelona.
Núria Llimona bereiste für ihre Malerei fast ganz Katalonien. Sie wurde 1917 im Barceloneser Stadtteil Eixample geboren, lebte, arbeitete und starb dort im Jahr 2011. Zahlreiche Werke Llimonas geben Motive aus diesem Barceloneser Stadtteil wieder.

## Würdigung
1940 hatte Núria Llimona ihre erste Individualausstellung. Seitdem war sie ständig mit Ausstellungen in den bedeutenden Barceloneser Galerien präsent. Darüber hinaus hatte sie zahlreiche Ausstellungen in Katalonien, Gesamtspanien und im Ausland. Im Jahr 2000 erhielt sie den Creu de Sant Jordi und 2006 die Medalla d’Or de Barcelona. Werke von Núria Llimona hängen unter anderem in Museen für moderne Kunst in Barcelona und Madrid.